# Tonje Kjærgaard
Tonje Kjærgaard (Silkeborg, 11 de junho de 1975) é uma ex-handebolista profissional dinamarquesa, bicampeã olímpica.
Tonje Kjærgaard fez parte dos elencos medalha de ouro, de Atlanta 1996 e Sydney 2000.